# Les Amants du cercle polaire
Pour plus de détails, voir Fiche technique et Distribution.
Les Amants du cercle polaire (titre original : Los amantes del círculo polar) est un film espagnol réalisé par Julio Medem, sorti en 1998.

## Synopsis
Otto et Ana se connaissent depuis leur plus tendre enfance. Ils s’en remettent au hasard pour se retrouver au cercle polaire en Laponie étant adultes.

## Fiche technique
- Titre : Les Amants du cercle polaire
- Titre original : Los amantes del círculo polar
- Réalisation : Julio Medem
- Scénario : Julio Medem
- Musique : Alberto Iglesias
- Photographie : Gonzalo F. Berridi
- Montage : Iván Aledo
- Production : Fernando Bovaira et Enrique López Lavigne
- Société de production : Canal+ et Sociedad General de Televisión
- Société de distribution : Colifilms Distribution (France)
- Pays :  Espagne et  France
- Genre : drame, romance
- Durée : 112 minutes
- Dates de sortie : 
  - Espagne : 28 août 1998
  - France : 7 avril 1999

## Distribution
- Najwa Nimri : Ana
- Fele Martínez : Otto
- Maru Valdivieso : Olga
- Nancho Novo : Álvaro
- Peru Médem : Javier

## Thèmes
Les thèmes développés sont récurrents dans l’œuvre de Medem : mort, hasard, amour déçu, évasion dans de vastes paysages naturels, sexe etc.

## Distinctions
- Le film reçut 2 récompenses à la 13e édition du Prix Goya:
  - meilleur montage (Ivan Aledo)
  - meilleure bande originale (Alberto Iglesias).
- Najwa Nimri obtint elle le Prix Ondas pour son interprétation du personnage d’Ana.